# Ludlow (gmina w Vermont)
Ludlow – gmina (town) o w Stanach Zjednoczonych, w stanie Vermont, w hrabstwie Windsor. W jej granicach znajduje się wieś Ludlow.
W Ludlow urodziła się Abby Maria Hemenway, poetka i kronikarka stanu Vermont.